# Konchoide von Dürer
Die Konchoide von Dürer, oder auch Muschellinie, ist eine spezielle ebene algebraische Kurve. Albrecht Dürer zeichnete sie erstmals in seinem Buch Underweysung der Messung (1. Buch, Abb. 38) und nannte sie „ein muschellini“.

## Gleichung
- Kartesische Koordinaten: {\displaystyle (y^{2}+xy+ay-b^{2})^{2}=(b^{2}-y^{2})(y-x+a)^{2}}
- Parametergleichung (2 Kurvenäste):

{\displaystyle x(t)=t+{\frac {b(a-t)}{\sqrt {a^{2}-2at+2t^{2}}}}\;,\ y(t)={\frac {bt}{\sqrt {a^{2}-2at+2t^{2}}}},}
{\displaystyle x(t)=t-{\frac {b(a-t)}{\sqrt {a^{2}-2at+2t^{2}}}}\;,\ y(t)=-{\frac {bt}{\sqrt {a^{2}-2at+2t^{2}}}}.}
(Der zweite Kurvenast wurde von Dürer nicht entdeckt.)

## Eigenschaften
- Für {\displaystyle a=0} entartet die Kurve zu dem Geradenpaar {\displaystyle y=\pm b/{\sqrt {2}}} und einem Kreis {\displaystyle x^{2}+y^{2}=b^{2}}.
- Für {\displaystyle b=0} entarten die beiden Kurvenäste zu der Geraden {\displaystyle y=0}.
- Für {\displaystyle b=2a} hat die Kurve eine Spitze bei {\displaystyle (x,y)=(-2a,a)}.

## Konstruktion

Dürers Konchoide (Muschellinie), eine Konstruktion mit Zirkel und Lineal, [https://commons.wikimedia.org/wiki/File:01%20Dürers%20Muschellinie-Animation.gif siehe Animation

Es beginnt mit dem Bestimmen des Punktes {\displaystyle A} (siehe Bild) auf einer Geraden und dem Abtragen sowie Beschriften von sechzehn gleich langen Teilen ab {\displaystyle A}. Anschließend wird mit dem Setzen des Punktes {\displaystyle B} die Länge der Strecke {\displaystyle {\overline {AB}}} mit ca. achtzehn dieser Teile festgelegt. Es folgt eine Senkrechte im Punkt {\displaystyle 13} der Strecke {\displaystyle {\overline {AB}}}, auf dem wieder sechzehn Teile, gleich denen auf {\displaystyle {\overline {AB}}}, aufzutragen sind.
Weiter geht es mit einem Strahl ab Punkt {\displaystyle 1} der Strecke {\displaystyle {\overline {AB}}} der durch den Punkt {\displaystyle 1} der Senkrechten zu {\displaystyle {\overline {AB}}} zu ziehen ist. Anschließend wird der Punkt {\displaystyle 1} des Kurvenastes (blau, beginnt im Punkt {\displaystyle B}) durch Abtragen der Strecke {\displaystyle {\overline {AB}}} auf dem Strahl erzeugt. Für das Bestimmen der Punkte {\displaystyle 2} bis {\displaystyle 16} des Kurvenastes (blau) gilt Gleiches, dementsprechend beginnen dann die Strahlen in den Punkten {\displaystyle 2} bis {\displaystyle 16} der Strecke {\displaystyle {\overline {AB}}}.
Die so erzeugte Schar von Linien liefert eine Parabel als Hüllkurve des Kurvenastes beginnend im Punkt {\displaystyle A} und sechzehn Zwischenpunkte des Kurvenastes (blau) beginnend im Punkt {\displaystyle B}.
Für eine Konstruktion mit Zirkel und Lineal bedarf es noch des Eintragens der Kurvenbögen für den Kurvenast (blau); sie ergeben die Näherung (Approximation) eines Teils der Muschellinie. Um den Kreisbogen vom Punkt {\displaystyle B} bis Punkt {\displaystyle 2} ziehen zu können, erzeugt man zuerst die (nicht eingezeichneten) Mittelsenkrechten der Abstände {\displaystyle d(B,1)} und {\displaystyle d(1,2)}. Die beiden Mittelsenkrechten treffen sich im (nicht eingezeichneten) Mittelpunkt {\displaystyle M_{1}} des Kreisbogens {\displaystyle BM_{1}2}. Anschließend wird der Kreisbogen mit Radius {\displaystyle |M_{1}B|} von {\displaystyle B} bis Punkt {\displaystyle 2} gezogen. Der Mittelpunkt des Kreisbogens von Punkt {\displaystyle 2} bis {\displaystyle 3} wird mittels der bereits vorhandenen Mittelsenkrechten des Abstandes {\displaystyle d(1,2)} und der Mittelsenkrechten des Abstandes {\displaystyle d(2,3)} gefunden. Diese Vorgehensweise setzt man fort bis schließlich die Mittelsenkrechten der Abstände {\displaystyle d(14,15)} und {\displaystyle d(15,16)} den Mittelpunkt für den letzten Kreisbogen liefern.
Alternativ kann die Linie des Kurvenastes (blau) auch mithilfe eines Kurvenlineals erzeugt werden.